# KRT81
KRT81‏ (Keratin 81) هوَ بروتين يُشَفر بواسطة جين KRT81 في الإنسان.